# RMS 마타로아

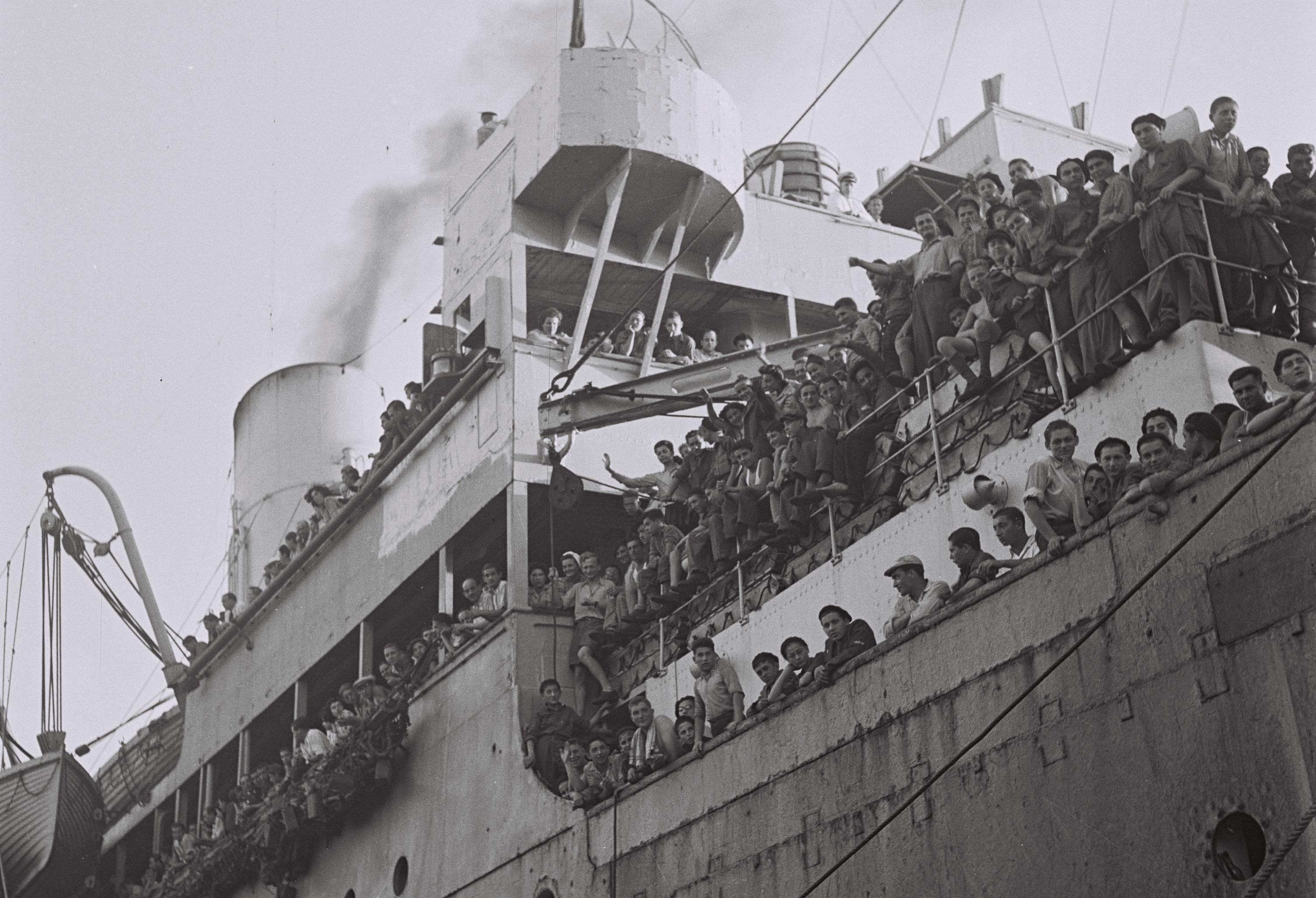
RMS 마타로아

RMS 마타로아(RMS Mataroa)는 1922년 할랜드 앤 울프가 건조한 12,341톤급 원양 여객선이다. 1926년 자매선 SS 소포클레스와 함께 쇼, 새빌 앤 앨비언 라인에 용선되어 마타로아로 이름이 변경되었다. 1957년에 폐기되었다.